# Abacetus aeneus
Abacetus aeneus es una especie de escarabajo terrestre de la subfamilia Pterostichinae.  Fue descrito por el famoso entomólogo francés Pierre François Marie Auguste Dejean en 1828 y se encuentra en Egipto y Chipre. 